# Siwino
Siwino (także: Podgórne, Siwno lub Podgórskie) – jezioro rynnowe zlokalizowane na Kotlinie Gorzowskiej, w gminie Drezdenko, w centrum lasów Puszczy Noteckiej, w pobliżu wsi Lubiatów. Wchodzi w obręb tzw. jezior soleckich.
Akwen ma powierzchnię 16 hektarów, a jego maksymalna głębokość wynosi 4,4 m. Otoczony ze wszystkich stron rozległymi terenami leśnymi. Północno-wschodnim skrajem przebiega droga lokalna z Sowiej Góry do Gościmia, a skrajem południowym  żółty szlak pieszy z Drezdenka do Międzychodu. Przy wspomnianej drodze, na skarpie nadjeziornej stoi betonowo-ceglany bunkier (ruina).

## Galeria

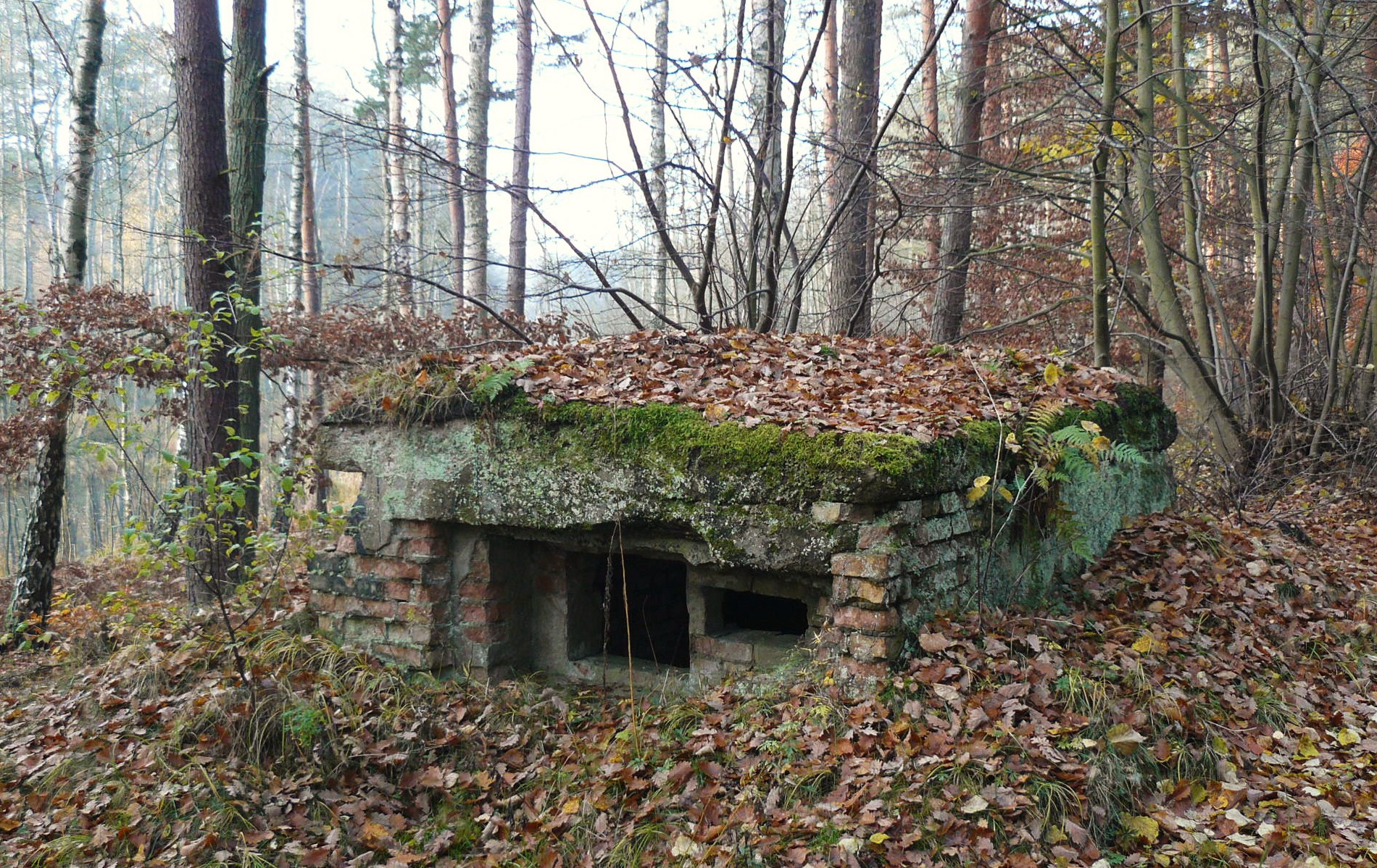
Bunkier
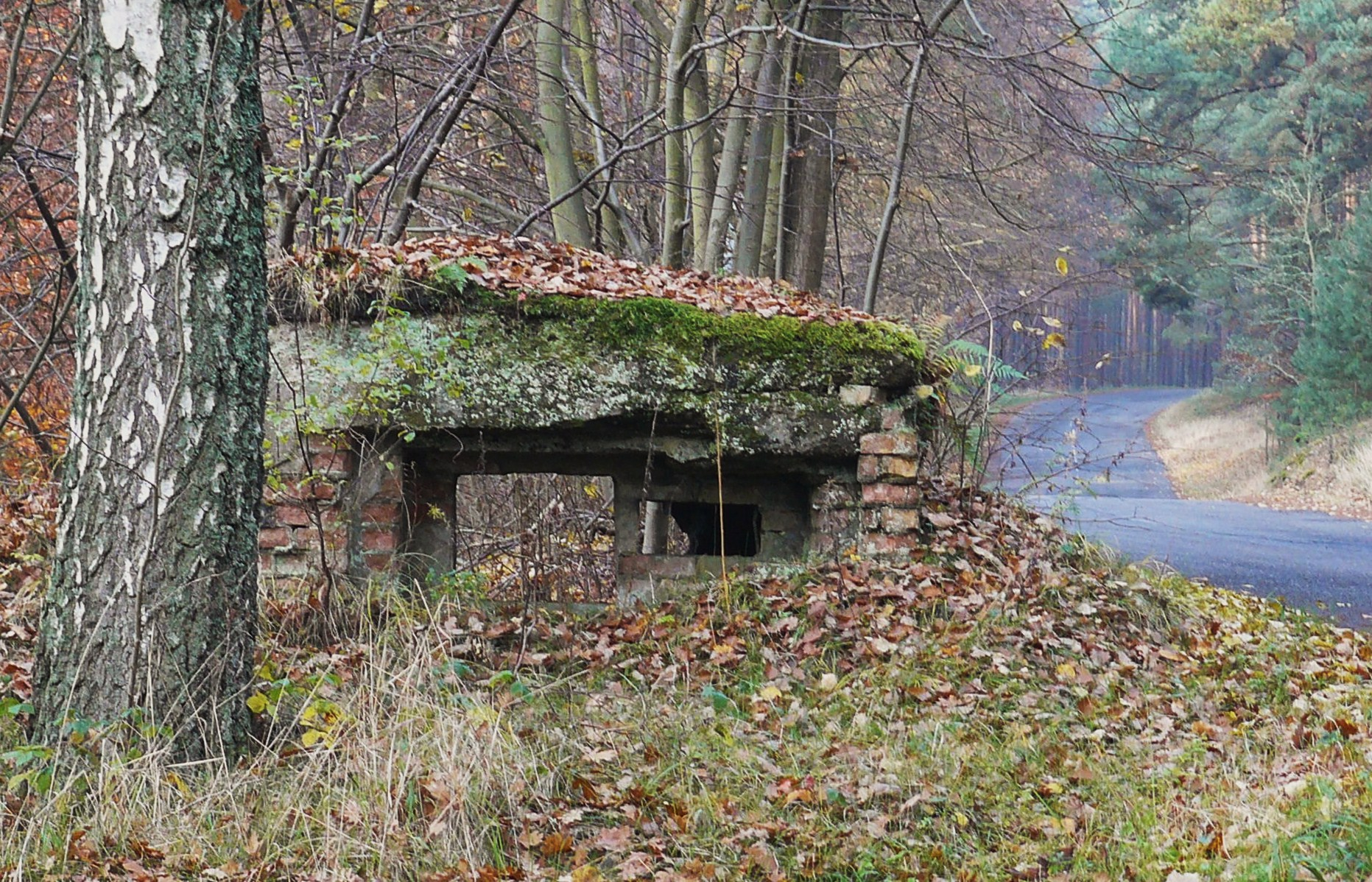
Bunkier i szosa